# Crumb
Crumb és una pel·lícula documental estatunidenca del 1995 sobre el conegut dibuixant de Còmic underground R. Crumb i la seva família (inclosos els seus dos germans) i la seva visió de la vida. Dirigida per Terry Zwigoff i produïda per Lynn O'Donnell, va guanyar un gran reconeixement. Es va estrenar als EUA el 28 d'abril de 1995, després d'haver estat projectat en festivals de cinema (i guanyant el Premi de Documental al Festival de Cinema de Sundance) aquell any. Jeffery M. Anderson (més tard crític del San Francisco Examiner) va col·locar la pel·lícula a la seva llista de les deu millors pel·lícules de tots els temps, titllant-la de "el millor documental mai fet". The Criterion Collection ha estrenat la pel·lícula en DVD i Blu-ray on August 10, 2010.

## Argument
Robert Crumb, un pioner del còmic underground dels anys 60, col·lecciona discs de blues de 78 rpm dels anys 20 i els anys 30 i aviat es trasllada amb la seva dona (la seva companya de còmics Aline Kominsky-Crumb) i la seva filla (Sophie) a una casa a sud de França que està canviant per alguns dels seus quaderns de dibuixos. Comença un discurs en una escola d'art esmentant les tres coses per les quals probablement és més conegut (les que són la tira "Keep on Truckin'" de 1968, la portada de l'àlbum Cheap Thrills (1968), i Fritz the Cat), abans de passar gran part de la resta de la pel·lícula detallant el seu disgust per la cultura consumista americana i la seva perspectiva foscament cínica de la vida. Se'l veu dibuixant el seu entorn als cafès i a les voreres, assistint a una exposició de la seva obra i interactuant amb amics i familiars.
Els espectadors coneixen la carrera de Robert a través d'entrevistes amb els seus contemporanis Don Donahue, Spain Rodriguez, Bill Griffith i Trina Robbins, així com els crítics Robert Hughes i Deirdre English, que també discuteixen la controvèrsia al voltant de moltes de les representacions de Robert de dones i afroamericans. L'exdona de Robert, Dana, i les exnúvies Kathy Goodell i Dian Hanson proporcionen informació addicional sobre la seva personalitat. Molta informació sobre la infància de Robert es deriva d'escenes d'ell en conversa amb la seva mare Beatrice, el germà gran Charles i el germà petit Maxon. Les dues germanes de Robert es van negar a ser entrevistades per a la pel·lícula, i una d'elles va respondre en nom d'ambdues germanes a l'oferta de Crumb i Zwigoff de comparèixer exigint a Robert que li pagués milers de dòlars en "reparacions" pels seus "crims contra les dones", que Crumb va negar rotundament a considerar i el va fer que retirés l'oferta d'aparèixer a la pel·lícula. Charles, a qui Robert reconeix com la seva principal influència artística, ja no dibuixa, no ha viscut mai sol i pren medicaments psiquiàtrics amb recepta per ajudar a estabilitzar el seu estat mental (es va suïcidar abans de l'estrena de la pel·lícula). Maxon, que té un trastorn convulsiu, segons ell, està provocat per sentiments d'excitació sexual, viu una vida ascètica en un hotel ruïnós, meditant, demanant al carrer, i ocasionalment dibuixant o pintant. Tots tres germans esmenten el comportament autoritari del seu pare i parlen dels còmics que Charles els va fer fer quan eren nens.
Robert es mostra dibuixant amb Sophie i Jesse, el seu fill amb Dana, amb qui Robert s'ha tornat a juntar després d'abandonar la seva família per traslladar-se a San Francisco quan el nen era jove. Convida Jesse a visitar-lo a França, però la seva principal preocupació pel que fa a la mudança és sobre com quedaran els seus discos. Després que els homes en moviment carreguen de la seva col·lecció, Robert es distreu amb les seves preocupacions el temps suficient per atendre una trucada telefònica i rebutjar una oferta per fer una pel·lícula d'animació basada en el seu personatge  Sr. Natural.

## Producció
Robert Crumb inicialment no va voler fer la pel·lícula, però finalment va acceptar. Hi va haver un rumor, creat accidentalment per Roger Ebert, que Terry Zwigoff, que era amic de Crumb, va fer cooperar Crumb amenaçant amb disparar-se. Ebert ho va aclarir més tard en un comentari d'àudio que va fer amb Zwigoff el 2006 i una ressenya que va escriure el 2005, on va dir: "Això no va passar mai, però pot ser cert que la vida de Zwigoff es va salvar perquè va fer la pel·lícula."
Durant els nou anys que va trigar a fer el documental, Zwigoff va dir que "tenia una mitjana d'ingressos d'uns 200 dòlars al mes i vivia amb un mal d'esquena tan intens que em vaig passar tres anys amb una pistola carregada al coixí al costat del meu llit, intentant aplacar els nervis per suïcidar-me." Va sentir la implicació de Maxon i, en particular, de Charles era central a la pel·lícula, cosa que el va portar a triar "Crumb" com a títol.
La pel·lícula és "presentada" per David Lynch, encara que no va tenir cap implicació real en la seva realització. En el comentari que Zwigoff va fer amb Ebert, diu que Lynch no va respondre a una sol·licitud de fons fins que la pel·lícula ja estava acabada, però van acceptar incloure el nom de Lynch a la publicitat i als crèdits per atreure més espectadors.

## Recepció
Crumb va rebre un gran reconeixement per part de la crítica, i va obtenir una puntuació del 95% a Rotten Tomatoes basat en 43 ressenyes, amb una puntuació mitjana de 8,4/10. El consens crític del lloc web diu: "Crumb és una crònica franca i surrealista de l'expressió artística i el trauma familiar, que ofereix una mirada sense parpellejar a la ment i l'obra del dibuixant Robert Crumb que acabarà tant com t’inquieti." Gene Siskel la va valorar com la millor pel·lícula de l'any. Roger Ebert li va donar quatre estrelles (de quatre), escrivint: "Crumb és una pel·lícula que dona un nou significat a la noció d'art com a teràpia". El crític Jeffrey M. Anderson li va donar quatre estrelles (de quatre), anomenant-la "una de les pel·lícules més valentes i honestes que he vist mai", i enumerant les seves característiques com les d’ "un gran documental". A The Washington Post, la ressenya de Desson Howe va ser igualment positiva. El San Francisco Chronicle va qualificar la pel·lícula com "un aplaudiment salvatge", amb el crític Edward Guthmann que la va qualificar de "un dels més provocadors i inquietants documentals de la darrera dècada". També va assenyalar que Robert Crumb i la seva dona Aline havien dibuixat un dibuix animat "menyspreatiu" sobre la pel·lícula a The New Yorker.
Malgrat les crítiques tan fortes, Crumb no va ser nominada a l'Oscar al millor documental (el comitè de nominacions va deixar de veure la pel·lícula després de només vint minuts). El resentiment de l'Oscar de Crumb, després del resentiment de la igualment aclamada Hoop Dreams l'any anterior, va provocar un furor mediàtic que va provocar que l'Acadèmia d'Arts i Ciències Cinematogràfiques renovés el seu procés de nominació de documentals. Zwigoff va afirmar en una entrevista que "el tema dels Oscar tenia molt més a veure amb el fet que en aquell moment, gran part dels membres del jurat del documental es componia de distribuïdors de documentals. Les regles han canviat des de llavors. Però només votarien les pel·lícules que distribuïen perquè els interessava fer-ho. Ho vaig aprendre més tard. En aquell moment, vaig suposar que estaven disgustats amb la pel·lícula."
El 2008, Entertainment Weekly va nomenar Crumb la 14a millor pel·lícula dels últims 25 anys. El 2012, Slant Magazine va classificar la pel·lícula en el lloc 74 a la seva llista de les 100 millors pel·lícules dels anys noranta, anomenant-la "Possiblement la més gran de totes les pel·lícules de no ficció."
Tot i que Zwigoff només va filmar els germans de Robert Crumb amb el seu consentiment, alguns s'han qüestionat si van poder donar aquest consentiment d'una manera significativa.

### Premis
La pel·lícula va guanyar diversos reconeixements de la crítica per pel·lícules estrenadas el 1995, com ara:
- Festival de Cinema de Sundance – Gran Premi del Jurat Documental[18][19]
- National Board of Review – Millor documental[20][21]
- National Society of Film Critics – Millor pel·lícula de no ficció[20][22]
- New York Film Critics – Millor documental[20][23]
- Los Angeles Film Critics – Millor pel·lícula de no ficció[20][24]
- Boston Film Critics – Millor documental[20][25]
- International Documentary Association – Millor pel·lícula[20][26]